# Quatre Préludes op. 22
Les Quatre préludes opus 22 forment un cycle de préludes pour piano d'Alexandre Scriabine composé entre 1896 et 1898.